# زخم چاقو
زخم چاقو (به انگلیسی: Stab wound) نوع خاصی از آسیب بریدگی پوست است که در اثر اصابت چاقو یا وسایلی مشابه و به صورت عمقی در بدن ایجاد می‌شود. گرچه معمولاً زخم چاقو، ناشی از اصابت چاقو است، اما می‌تواند در اثر یخ‌شکن، بطری‌های شکسته، و حتی آویز لباس نیز ایجاد شود. اغلب چاقوکشی‌ها به سبب خشونت‌های عمدی یا خودزنی‌ها اتفاق می‌افتد. درمان این نوع جراحت به متغیرهای مختلفی از قبیل ناحیهٔ اصابت و شدت جراحت بستگی دارد. گرچه آمار جراحت چاقو، بسیار بالاتر از جراحت‌های اصابت گلوله است، اما کمتر از ۱۰٪ تمامی تروماهای نافذ مرگ‌بار را به خود اختصاص می‌دهد.